# دوماجوج براداريتش
دوماجوج براداريتش (مواليد 10 ديسمبر 1999) هو لاعب كرة قدم كرواتي يلعب كمدافع في نادي ليل.

## روابط خارجية
- دوماجوج براداريتش على موقع الاتحاد الأوربي (الإنجليزية)
- دوماجوج براداريتش على موقع اتحاد كرواتيا (الكرواتية)
- دوماجوج براداريتش على موقع رابطة كرة القدم الفرنسية للمحترفين (الإنجليزية)
- دوماجوج براداريتش على موقع قاعدة بيانات كرة القدم.إي يو (الإنجليزية)
- دوماجوج براداريتش على موقع ليكيب (الفرنسية)
- دوماجوج براداريتش على موقع ناشيونال فوتبول تيمز (الإنجليزية)
- دوماجوج براداريتش على موقع Soccerbase.com (لاعب) (الإنجليزية)
- دوماجوج براداريتش على موقع Soccerway.com (الإنجليزية)
- دوماجوج براداريتش على موقع عالم كرة القدم.نت (الإنجليزية)
- دوماجوج براداريتش على موقع AS.com (الإسبانية)